# Дібрівський (заказник)

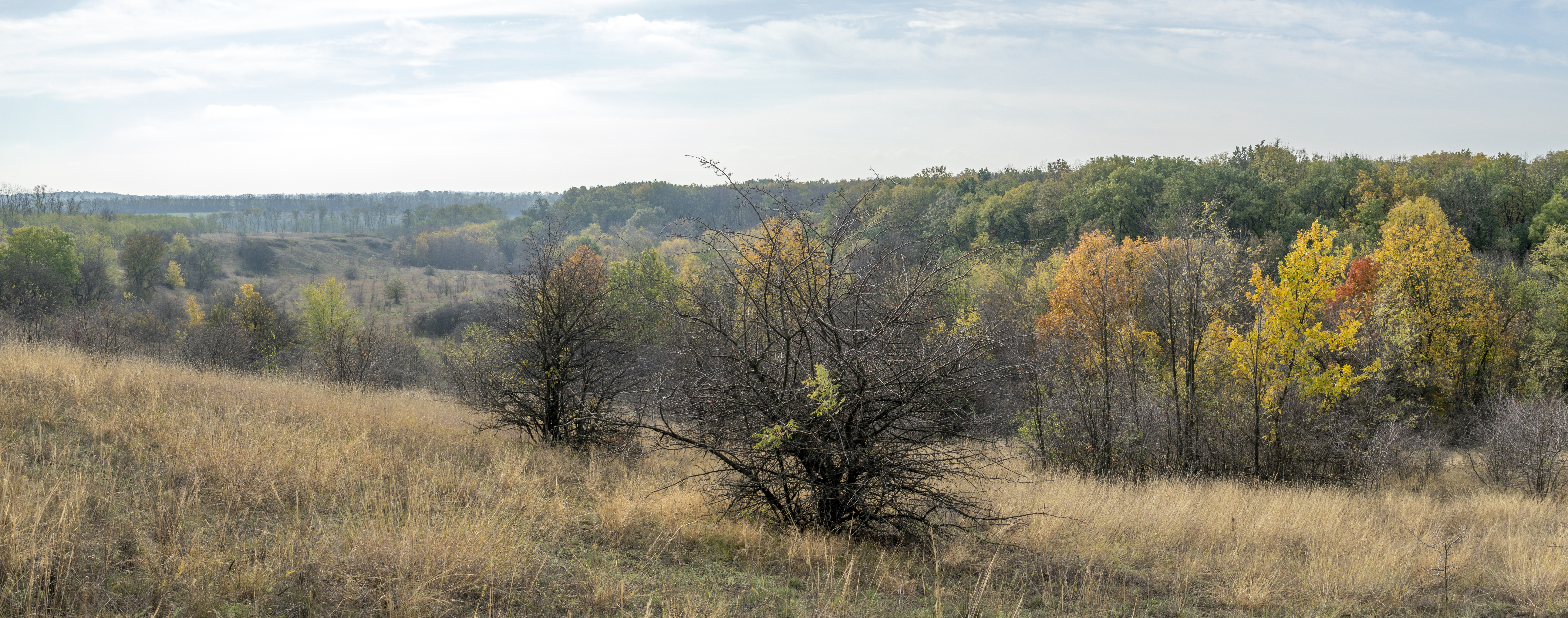
Осінній вигляд на Дібрівський заказник

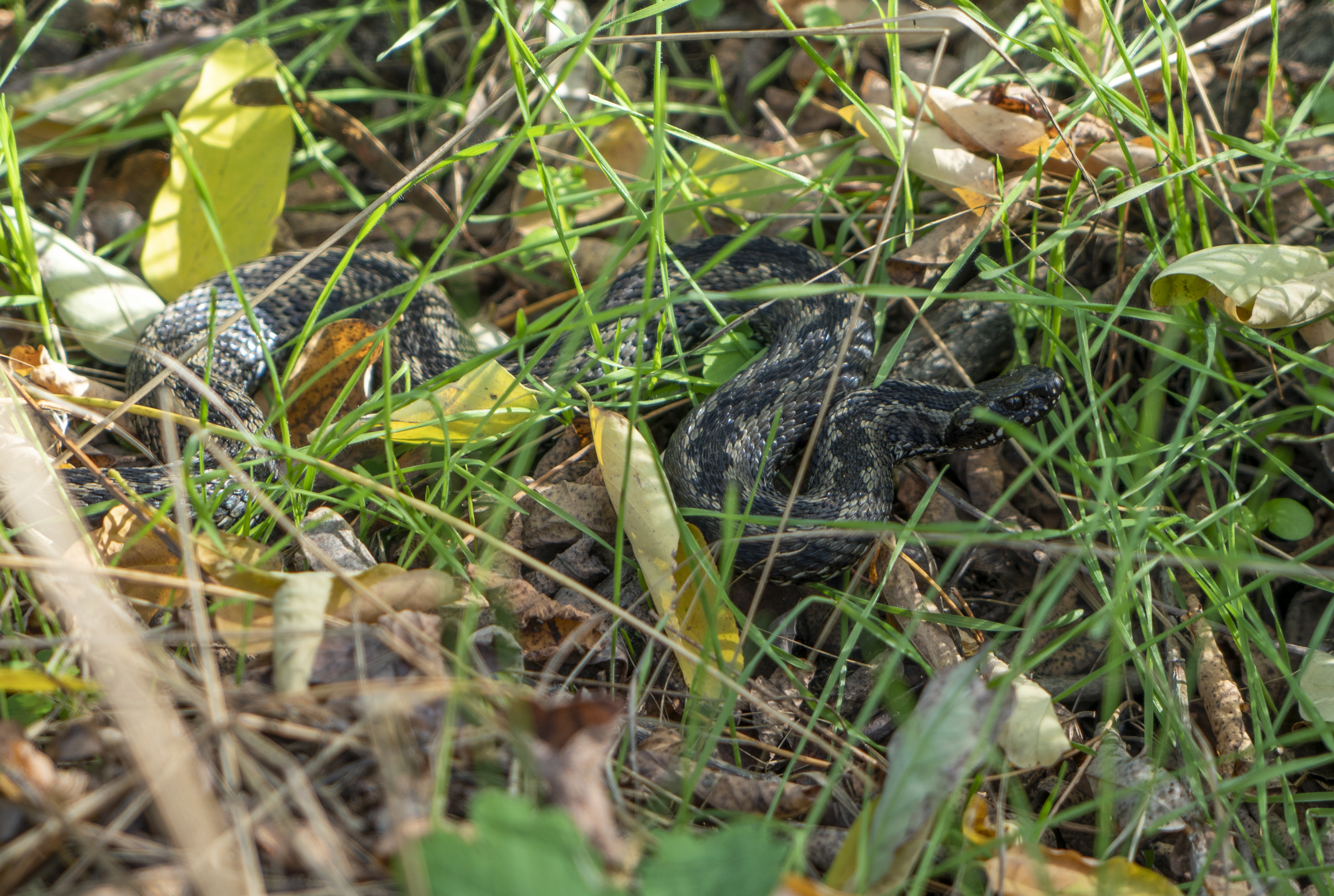
Гадюка в Дібрівському заказнику

«Дібрі́вський» — лісовий заказник загальнодержавного значення. Розташований біля села Великомихайлівки (на схід від смт Покровського) Покровського району Дніпропетровської області. Є зразком успішного лісорозведення у степу.

## Загальні відомості
Заказник створений у 1974 році. Перебуває у віданні державного підприємства «Васильківське лісове господарство». Його площа складає 1079 га.
Територія Дібрівського заказника являє собою лісовий масив, закладений у 1860-х роках на прирічкових терасах, що у вигині річища річки Вовчої. По берегах річки знаходяться відслонення скелястих порід Українського щита.

## Характеристика
У заплаві на супісках зростає діброва з дуба звичайного, ясена, кленів, на піщаних ґрунтах зниженої арени створено насадження сосни й акації білої. По улоговинах ростуть невеликі природні дубові та осикові гаї.
Трав'яний покрив містить понад 600 видів судинних рослин, до яких зокрема належать купина багатоквіткова, чистець лісовий, фіалка дивна. З-поміж інших рідкісних видів трапляються астрагал дніпровський, сон чорніючий, ковила дніпровська. На підвищених ділянках (піщаних кучугурах) зростають невеликі соснові бори та березові гаї, де у трав'яному покриві зростають типово борові рослини, а також рідкісні — зозулині черевички, занесені до Червоної книги України, та горицвіт весняний, ясенець голостовпчиковий, шоломниця висока. Деякі бори не мають явних ознак штучного походження. Степові рослини представлені типчаком, ковилами, чебрецем.
Дібрівський заказник за складом фауни є одним з найбагатших природних комплексів степового Придніпров'я. Зокрема безхребетних на території лісу налічується близько 1500 видів, з них рідкісних — 28. Заказник є місцем проживання борсука, вовка, тхора чорного, козулі та кабана. Орнітофауна багата хижими птахами, зокрема совами. Велика колонія сірих чапель, які гніздяться на верхів'ях сосен.
Заказник має наукове, рекреаційно-пізнавальне значення, є зразком степового лісорозведення.

## Історія
З рапорту Павлоградського духовного правління від 22 грудня 1798 року слідує, що вже в ті часи внаслідок надмірного землекористування слободу Велику Михайлівку занесло піском, внаслідок чого жителі були змушені переселитися на кілька верств на захід:
|  | ...19 грудня цього року, священик і прихожани Преображенської церкви Великої Михайлівки поданням цього клопотання правлінню доносять, що їх поселення Михайлівка, в силу оголошеного рішення Павлоградського нижнього земського суду, на основі отриманій із Новоросійського губернського правління, із висновків, що піщана місцевість завдає незручностей, повинне бути переселене на інше зручне місце, на відстані в три версти від теперішнього; ... їхня ж Преображенська церква залишається на пустому і безлюдному місці і по причині занесення її майже до перших вікон піском... Оригінальний текст (ст.-слов.) ...сегожъ декабря 19-го дня, оные селенія Большой Михайловки Преображенской церкви священникъ и прихожане даннымъ сему Прааленію прошеніемъ представя, что показанное ихъ селеніе Михайловка, по силѣ объявленнаго имъ отъ Павлоградскаго нижняго земскаго суда указа, а во ономъ полученнаго изъ Новороссійскаго губернскаго Правленія, въ разсужденіи неудобства тамо песковаго мѣста должно быть переселено на другое удобное мѣсто разстояніемъ отъ сего версты въ три; ... церковь же ихъ показанная Преображенская остается на пустомъ и безлюдномъ мѣстѣ и по причинѣ занесенія ея нынѣ отъ намета почти до первыхъ оконъ пескомъ... |

Згодом на цих пісках заклали ліс.
Насадження закладено в 1863 році ученим з Анадольського лісництва В. Є. фон Граффом разом з його учнями.
У 1859 році було засновано Великомихайлівське лісництво. Перші посадки сосни здійснені наприкінці XIX століття, смугами шириною 25—30 метрів, прогалини між якими, згодом заліснені.
До громадянської війни доступ до лісу був обмежений, а сам він обнесений ровом.
5 жовтня 1918 року в лісі відбулося об'єднання загонів Нестора Махна та Федосія Щуся. Наступного дня, вийшовши з лісу провели у селі Великомихайлівка масовий мітинг, після чого відчутно поповнилися ряди повстанців. 8 жовтня зі сторони Покровського підійшли значні сили австрійських військ та напали на село, повстанці відступили до лісу, звідки 10 жовтня ввійшли в село і за допомогою місцевих селян повернули контроль.
На території заказника знаходився відомий «Дуб смерті», після його знищення вандалами, на останках встановлено пам'ятний камінь.